# 清涼愛聴盤
『清涼愛聴盤』（せいりょうあいちょうばん）は、村下孝蔵が1990年にリリースした10枚目のオリジナル・アルバム。

## 解説
本作は村下の過去楽曲のアレンジ作品が収録曲の大半を占めるているが、新曲が4曲収録されている。
1990年7月21日にカセットテープとCDで発売された。
1996年にCD選書として、再リリースされている。

## 収録曲
過去のアルバムより再収録された楽曲は、すべてアレンジ版とみなす。
- 作詞・作曲：村下孝蔵　編曲：水谷公生

1. ネコ
アルバム「恋文」より
2. 白い花の咲く頃
アルバム「陽だまり」より
3. 陽炎
アルバム「夢の跡」より
4. 絵日記
アルバム「かざぐるま」より
5. フリーキック
6. 夢の地図
アルバム「初恋〜浅き夢みし〜」より
7. 未成年
アルバム「何処へ」より
8. アンバランス
9. 終わらない君の夏
10. 女優 '90

## 規格品番
- カセットテープ - 1990年07月21日発売（型番：CSTL1471）
- CD - 1990年07月21日発売（型番：CSCL1471）
- CD選書 - 1996年04月01日発売（型番：SRCL3544）